# Allotopie
 (septembre 2013).
Si vous disposez d'ouvrages ou d'articles de référence ou si vous connaissez des sites web de qualité traitant du thème abordé ici, merci de compléter l'article en donnant les références utiles à sa vérifiabilité et en les liant à la section « Notes et références ».
En sémantique et en linguistique, l'allotopie est la rupture de l'isotopie, ou continuité sémantique d'un énoncé, constatée par le récepteur en un endroit de son déroulement. Dans un récit, nous détectons une allotopie lorsque deux traits sémantiques fondamentaux (sèmes) se contredisent mutuellement, débouchant sur deux interprétations incompatibles. Cette rupture d'isotopie peut déboucher sur plusieurs issues : soit sur le développement d'une nouvelle isotopie, distincte de la première ; soit sur une superposition des isotopies (on parle alors de poly-isotopie), caractérisant nombre de figures de rhétorique ; soit sur une rupture du contrat de coopération liant énonciateur et énonciataire.

## Histoire
C'est dans les années 1970 que le Groupe de sémioticiens belges connu sous le nom de Groupe µ, a introduit  le concept d'allotopie, sur la base de celui d'isotopie, avancé par Greimas. Ce concept a d'abord été discuté dans des publications comme Isotopie et allotopie et Isotopie, allotopie et polytopie (1976)  avant de connaitre un développement majeur dans Rhétorique de la poésie (1977).

## Allotopie et humour
Le Groupe µ a non seulement envisagé le rôle de l'allotopie dans les genres littéraires, mais l'a aussi rapporté au mot d'esprit et à l'humour. Salvatore Attardo, bien qu'il n'utilise pas le terme d'allotopie, a formulé une théorie de l'humour fondée sur l'idée d'interprétations incompatibles (c'est ce qu'il appelle isotopy-disjunction model).